# Fudbalski klub Vardar 1947
Il Fudbalski klub Vardar 1947 (in macedone Фудбалски клуб Вардар 1947?), meglio noto come Vardar, è una società calcistica macedone con sede nella capitale Skopje, città attraversata dal fiume Vardar. Milita nella Prva liga, la massima divisione del campionato macedone di calcio.
Fondata nel 1947, è la società più titolata della Macedonia del Nord, avendo vinto complessivamente 11 campionati e 6 Coppe della Macedonia del Nord. Ha anche vinto la Coppa della Jugoslavia nel 1960-1961, unico trofeo calcistico jugoslavo conquistato da una formazione della RS di Macedonia.
Per 28 stagioni è stata l'unica squadra sempre presente nella Prva liga, la massima divisione del campionato macedone di calcio, dalla fondazione del torneo (nel 1992). La striscia si è interrotta nel 2021, quando il Vardar ha conosciuto la prima retrocessione nella Vtora liga, la seconda divisione nazionale. Il club occupa il 10º posto nella classifica perpetua del campionato jugoslavo di Prva Savezna Liga, nonché il 41° in quella della Druga Savezna Liga.

## Storia

### Le origini e l'epoca jugoslava
Il Fudbalski klub Vardar venne fondato il 22 luglio 1947 sulle ceneri di due preesistenti club della capitale, Pobeda e Gragjanski, fu il primo club macedone a conquistare un trofeo jugoslavo, quando nella stagione 1960-1961 vinse la coppa nazionale, grazie ad un 2-1 in finale al Varteks Varaždin. Poté così rappresentare il Paese alla Coppa delle Coppe 1961-1962, esordio assoluto in Europa per i rosso-neri, che furono eliminati al primo turno dal Dunfermline: dopo aver perso per 5-0 la partita d'andata in Scozia, il Vardar vinse 2-0 quella di ritorno a Skopje ottenendo la sua prima vittoria in ambito internazionale. Bisognò aspettare il 1985-1986 per rivedere il club in una competizione dell'UEFA. In quell'edizione della Coppa UEFA il Vardar superò per la prima volta un turno, ai danni della Dinamo Bucarest in virtù della regola del gol segnato fuori casa. Nel secondo turno i macedoni furono poi eliminati dal Dundee United.
Nella stagione 1986-1987 divenne il primo e unico club macedone a classificarsi primo in un campionato jugoslavo, grazie all'apporto di giocatori simboli come Darko Pančev, Ilija Najdoski, Dragan Kanatlarovski, Čedomir Janevski e Vujadin Stanojković, interrompendo così l'egemonia delle squadre serbe e croate come la Stella Rossa, il Partizan, l'Hajduk Spalato e la Dinamo Zagabria. Il successo del Vardar fu tuttavia dovuto alle pesanti e diffuse penalizzazioni inflitte ai grandi club, coinvolti l'anno prima in un giro di corruzione e frode sportiva. Il Partizan fece quindi ricorso e, vistosi riassegnare i punti dai tribunali statali, fu a quel punto dichiarato campione legittimo, togliendo il titolo al Vardar. Tuttavia la sentenza giunse a stagione inoltrata, e quindi il Vardar fece in tempo a rappresentare la Jugoslavia nella Coppa dei Campioni 1987-1988.

### Nel campionato macedone
Dopo la dissoluzione della Jugoslavia fu tra i club fondatori della Prva Liga, vincendo tre campionati consecutivi tra il 1993 e il 1995 e abbinando la vittoria di quattro coppe nazionali prima della fine del decennio. L'inizio degli anni duemila ha visto emergere nuove forze quali il Sileks Kratovo, lo Sloga Jugomagnat, il Rabotnički e il Pobeda Prilep, tuttavia il Vardar ha conquistato il titolo nazionale di nuovo nel 2001-2002 e 2002-2003.
Al termine della stagione 2010-2011 il club, classificatosi all'11º posto in Prva Liga, ha subito la prima retrocessione della sua storia da quando esiste il campionato macedone. Tuttavia, la federazione ne ha deciso successivamente il ripescaggio per completare l'organico della stagione successiva, in seguito alla fusione con il neopromosso Miravci, cui ha fatto seguito il cambio di denominazione in Fudbalski klub Vardar 1947 e la fusione degli organici. Al termine della stagione 2011-2012 il Vardar vince il 6º titolo nazionale della sua storia, qualificandosi alla UEFA Champions League 2012-2013. Nella stessa stagione Filip Ivanovski si laurea capocannoniere del campionato con 24 reti, inclusa una tripletta messa a segno contro il Napredok Kičevo nel novembre 2011, nuovo record per la tripletta più veloce nella storia della Prva Liga. Inoltre i rosso-neri realizzano una striscia di 19 risultati utili consecutivi.
Nella stagione 2012-2013 il Vardar si conferma campione nazionale, precedendo di 5 punti il Metalurg Skopje e qualificandosi all'edizione 2013-2014 della UEFA Champions League. Il 28 luglio 2013 vince per la prima volta la Supercoppa di Macedonia, battendo il Teteks Tetovo, detentore del trofeo, per 1-0.
Nel 2016-2017 arriva un altro successo in campionato, cui faranno seguito due secondi posti consecutivi. Dal 2017, però, con l'abbandono dell'uomo d'affari di origini russe Sergej Samsonenko, proprietario del club, abbandono coinciso con un cambio di guida politica a livello nazionale, la squadra conosce un graduale declino, acuito dalla decisione dell'amministrazione comunale di Skopje di non aiutare il sodalizio, oberato da una grave situazione debitoria. Ciononostante il Vardar vince il titolo nell'annata 2019-2020, stagione condizionata dalla pandemia di COVID-19 e interrotta con 13 giornate ancora da disputare. Nella stagione 2020-2021, tuttavia, il Vardar, piazzandosi penultimo in campionato, non riesce a evitare la retrocessione in seconda divisione, la prima nella storia del club.

## Colori e simboli

### Colori
I colori sociali del Vardar sono il rosso e il nero. Adottati sin dalla fondazione, danno origine al soprannome con cui è noto il club: Црвено-Црни significa infatti letteralmente "(i) rosso-neri".

### Simboli ufficiali
Nello stemma del club campeggia una "В" cirillica, che è il simbolo più usato del club.

## Strutture

### Stadio
L'Arena nazionale Toše Proeski, che ospita le partite interne del Vardar, ha una capienza di 36 460 spettatori.
Inaugurato con il nome di Gradski stadion Skopje (Stadio municipale di Skopje) nel 1978, lo stadio è stato ribattezzato nel 2009 in onore del re Filippo II, padre di Alessandro Magno, al termine di ampi lavori di restauro che ne hanno aumentato la capienza, in precedenza intorno ai 18 000 spettatori. Nel 2019 ha cambiato nome in memoria del cantante Toše Proeski, scomparso prematuramente nel 2007.

## Calciatori

### Capocannonieri
I seguenti calciatori hanno vinto la classifica marcatori del campionato nazionale con la maglia del Vardar:
- 1983-1984 -  Darko Pančev (19 reti)
- 1992-1993 -  Saša Ḱiriḱ (36 reti)
- 1994-1995 -  Saša Ḱiriḱ (35 reti)
- 2011-2012 -  Filip Ivanovski (24 reti)
- 2012-2013 -  Jovan Kostovski (22 reti)

## Palmarès

### Competizioni nazionali
- 2. Savezna liga: 6

1951, 1955-1956, 1959-1960, 1962-1963, 1970-1971, 1978-1979
- Kup Maršala Tita: 1

1960-1961
- Campionato macedone: 11

1992-1993, 1993-1994, 1994-1995, 2001-2002, 2002-2003, 2011-2012, 2012-2013, 2014-2015, 2015-2016, 2016-2017, 2019-2020
- Kup na Makedonija: 6

1991-1992, 1992-1993, 1994-1995, 1997-1998, 1998-1999, 2006-2007, 2024-2025
- Supercoppa di Macedonia: 2

2013, 2015

### Competizioni giovanili
- Juniorsko prvenstvo Jugoslavije u nogometu: 2

1948-1949, 1974-1975
- Omladinski kup Jugoslavije u nogometu: 1

1983-1984

### Altri piazzamenti
- 2. Savezna liga:

Secondo posto: 1976-1977 (girone est), 1990-1991
Terzo posto: 1977-1978 (girone est)
- Kup Maršala Tita:

Semifinalista: 1964-1965, 1966-1967, 1971-1972, 1974, 1987-1988
- Campionato macedone:

Secondo posto: 2000-2001, 2004-2005, 2017-2018, 2018-2019
Terzo posto: 1995-1996, 2003-2004, 2005-2006
- Coppa di Macedonia:

Finalista: 1995-1996
Semifinalista: 1993-1994, 2001-2002, 2011-2012, 2012-2013
- Coppa Mitropa:

Semifinalista: 1967-1968
- Coppa dei Balcani:

Finalista: 1972, 1974

## Statistiche e record
Tutti i dati sono aggiornati alla stagione 2023-2024.

### Partecipazioni ai campionati
| Livello | Categoria          | Partecipazioni | Debutto   | Ultima stagione | Totale |
| ------- | ------------------ | -------------- | --------- | --------------- | ------ |
| 1º      | Prva Savezna Liga  | 35             | 1947-1948 | 1991-1992       | 65     |
| 1º      | Prva Liga          | 30             | 1992-1993 | 2024-2025       | 65     |
| 2º      | Druga Savezna Liga | 11             | 1948-1949 | 1990-1991       | 13     |
| 2º      | Prva Liga          | 2              | 2021-2022 | 2022-2023       | 13     |

### Statistiche di squadra
- Vittoria più larga in competizioni UEFA: 5-1 vs Ethnikos Achnas, Coppa Intertoto 2004
- Record di presenze allo stadio: 30 000 spettatori vs Stella Rossa, Prva Liga 1985-1986

### Statistiche individuali
- Record di presenze:  Kočo Dimitrovski (845)
- Record di reti:  Andon Dončevski (217)
- Record di reti in competizioni UEFA:  Wandeir (12)
- Miglior media gol:  Darko Pančev (0,65 gol per partita)
- Maggior numero di gol segnati in una singola stagione:
Assoluto:  Vasil Ringov (97)
In Prva Liga:  Saša Ḱiriḱ (36, 1992-1993)
- Allenatore più titolato:  Gjoko Hadžievski (5 campionati e 2 coppe)

### Statistiche nelle competizioni internazionali
Tabella aggiornata alla fine della stagione 2017-2018.
| Competizione                  | Partecipazioni | G  | V | N | P  | RF | RS |
| ----------------------------- | -------------- | -- | - | - | -- | -- | -- |
| UEFA Champions League         | 7              | 22 | 5 | 8 | 9  | 32 | 34 |
| Coppa delle Coppe             | 2              | 4  | 1 | 0 | 3  | 2  | 8  |
| Coppa UEFA/UEFA Europa League | 12             | 38 | 7 | 9 | 22 | 24 | 70 |
| Coppa Intertoto               | 1              | 6  | 3 | 0 | 3  | 12 | 10 |

## Organico

### Rosa 2023-2024
Aggiornata al 23 ottobre 2023.
| N. |                               | Ruolo | Calciatore                  |
| -- | ----------------------------- | ----- | --------------------------- |
| 2  | Macedonia del Nord (bandiera) | D     | Kristijan Toševski          |
| 3  | Macedonia del Nord (bandiera) | D     | Darko Glišić                |
| 5  | Macedonia del Nord (bandiera) | C     | Filip Najdovski             |
| 6  | Brasile (bandiera)            | D     | Leovigildo Júnior           |
| 7  | Macedonia del Nord (bandiera) | A     | Xhemal Ibishi               |
| 8  | Macedonia del Nord (bandiera) | C     | Darko Micevski              |
| 9  | Macedonia del Nord (bandiera) | A     | Bojan Kolevski              |
| 10 | Macedonia del Nord (bandiera) | C     | Daniel Avramovski           |
| 11 | Macedonia del Nord (bandiera) | C     | Matej Cvetanoski            |
| 20 | Macedonia del Nord (bandiera) | C     | Bojan Dimoski               |
| 21 | Ucraina (bandiera)            | D     | Evgen Novak (vice capitano) |

| N. |                               | Ruolo | Calciatore                |
| -- | ----------------------------- | ----- | ------------------------- |
| 22 | Macedonia del Nord (bandiera) | C     | David Velkovski           |
| 24 | Macedonia del Nord (bandiera) | C     | Jovan Popzlatanov         |
| 25 | Macedonia del Nord (bandiera) | P     | Filip Ilikj               |
| 32 | Macedonia del Nord (bandiera) | D     | Mario Mladenovski         |
| 34 | Macedonia del Nord (bandiera) | C     | Ali Adem                  |
| 48 | Macedonia del Nord (bandiera) | C     | Fitor Rexhepi             |
| 50 | Macedonia del Nord (bandiera) | C     | Leonid Ignatov            |
| 77 | Macedonia del Nord (bandiera) | D     | Vladica Brdarovski        |
| 90 | Macedonia del Nord (bandiera) | P     | Filip Gačevski (capitano) |

## Staff tecnico
- Allenatore:  Aleksandar Vasoski
- Vice-Allenatore:  Sasko Todorovski
- Team Manager: ?
- Preparatore dei portieri:  Saša Ilić
- Preparatore atletico: ?
- Medico sociale: ?
- Direttore Settore Giovanile:  Gjorgji Hristov

## Tifoseria
Il gruppo più famoso di tifosi organizzati del Vardar è quello dei Komiti Zapad. Creato il 4 giugno 1987 in occasione di una partita contro la Stella Rossa, questo gruppo ultras è stato uno dei più appassionati e violenti della storia jugoslava prima e macedone poi. Deve il suo nome al ricordo delle guerre di liberazione nazionale dal giogo turco, animate nel corso dei secoli XIX e XX da guerriglieri noti appunto come Komiti, Zapad è invece il nome del settore dello stadio dove si posizionano abitualmente. La rivalità maggiore esiste con il Pelister Bitola, tanto che la sfida tra queste due squadre viene anche chiamata "Derby di Macedonia" (Македонско дерби), ma anche le sfide contro Škendija e Sloga Jugomagnat portano con sé numerose tensioni. Attualmente i tifosi hanno buone relazioni con i Vojvodi, gruppo ultrà del Teteks Tetovo e con gli Ultras Gelsenkirchen dello Schalke 04.